# Georges Morand
Georges Morand (ur. 4 lipca 1939 roku, zm. 9 grudnia 1999) – francuski kierowca wyścigowy.

## Kariera
Morand rozpoczął karierę w międzynarodowych wyścigach samochodowych w 1976 roku od startu w klasie S 2.0 24-godzinnego wyścigu Le Mans, w którym odniósł zwycięstwo. W późniejszych latach Francuz pojawiał się także w stawce World Challenge for Endurance Drivers.